# Beryl Markham
Beryl Markham (Leicester, Leicestershire, Anglaterra, 26 d'octubre de 1902 – Nairobi, Kenya, 3 d'agost de 1986) va ser una aviadora professional (una de les primeres pilots bush flying), criadora i entrenadora de cavalls, i aventurera kenyana nascuda al Regne Unit. Va ser la primera dona que va creuar sola l'oceà Atlàntic d'est a oest i és recordada principalment per haver escrit el llibre de memòries West with the Night.

## Primers anys
Markham va néixer com a Beryl Clutterbuck a Ashwell al comtat de Rutland d'Anglaterra, filla de Charles Baldwin Clutterbuck i Clara Agnes Alexander (1878–1952). Tenia un germà gran, Richard Alexander Clutterbuck (1900–1942). Quan Beryl tenia quatre anys, la família es va mudar a Kenya, que en aquell moment pertanyia a l'Àfrica oriental Britànica, i van comprar una granja a Njoro, prop de la Gran vall del Rift. Tot i que la seva mare va tornar a Anglaterra perquè li desagradava profundament l'aïllament, Beryl va romandre a Kenya amb el seu pare i va tenir una infància atípica, durant la qual va jugar i caçar animals amb els nadius; aprengué el swahili, el nandi i el massai. A la granja familiar va desenvolupar un gran afecte pels cavalls i va aprendre-hi molt durant l'adolescència. Esdevingué als divuit anys la primera dona entrenadora de cavalls de cursa amb llicència del país.
Markham tenia un caràcter impetuós i molt poc conformista. Durant la seva vida es va casar en tres ocasions i va tenir un romanç clandestí amb Enric de Gloucester, fill de Jordi V del Regne Unit que els Windsor van tallar poc de temps després. El 1919, amb només setze anys, es va casar amb Jock Purves, un granger de qui es va divorciar per casar-se, el 1927, amb Mansfield Marham, un ric aristòcrata amb qui tindria un fill, Gervase. Més tard, també va tenir una aventura amb el pilot britànic Hubert Broad, que hauria sigut la causa del seu divorci amb Mansfield Markham. Després de creuar l'Atlàntic, va tornar amb Broad, que l'havia influenciat moltíssim en la seva carrera com a pilot d'aviació.
Va fer amistat amb l'escriptora danesa Karen Blixen durant els anys en què Blixen duia la granja de cafè de la seva família a Ngong Hills, als afores de Nairobi. Quan la relació amorosa de Blixen amb el caçador i pilot Denys Finch Hatton va afeblir-se, Markham va començar una relació clandestina amb ell. Hatton la va convidar a un viatge que seria el vol que acabaria amb la seva vida, però Markham va rebutjar la invitació per una premonició del seu instructor de vol, Tom Campbell Black. Sara Wheeler, escriu en la seva biografia de Finch Hatton, que creu que Markham era embarassada de Hatton en el moment del seu accident fatal.
El 1930, inspirada pel pilot britànic Tom Campbell Black, amb qui també va tenir un llarg romanç, va prendre classes de vol i només divuit mesos més tard, ja tenia més de mil hores de vol i el títol de pilot comercial. A partir d'aquest moment es guanyava la vida pilotant, volant dia i nit des del club de camp Muthaiga fins a Nairobi, als diferents destacaments del territori. Les seves principals tasques eren transportar correu, passatgers i medicaments d'urgència a les explotacions mineres situades en llocs remots, i als campaments de caçadors on caçava animals des de l'aire i marcava la ubicació dels safaris sobre el sòl. Tan sols entre 1930 i 1936 va recórrer més de 350.000 km pels cels d'Àfrica.

## Vol a través de l'Atlàntic
Markham és descrita sovint com «la primera persona» que va travessar l'Atlàntic d'est a oest en un vol solitari sense escales, però el rècord pertany en realitat al pilot escocès Jim Mollison, que va tractar de volar des de Dublín, Irlanda, fins a la ciutat de Nova York el 1932. La baixa visibilitat el va obligar a aterrar a New Brunswick al Canadà, però de tota manera va poder establir el rècord d'haver creuat l'Atlàntic d'est a oest, un vol que requereix un avió més preparat, amb més combustible, i porta més temps que el viatge en sentit contrari, a causa dels vents preponderants de l'oceà.
Quan Markham va fer el viatge, cap pilot havia volat sense escales des d'Europa a Nova York, i cap dona havia fet el vol en sentit est-oest, tot i que diverses n'havien mort en l'intent. Markham volia obtenir tots dos rècords. El 4 de setembre de 1936, es va enlairar des d'Abingdon a Anglaterra, però quan duia vint-i-una hores de vol, el seu Percival Vega Gull, batejat com The Messenger, va patir problemes en congelar-se els tancs de combustible, i s'estavellà a Baleine Cove, a l'illa del Cap-Bretó, Nova Escòcia al Canadà. D'aquesta forma, el seu vol va ser molt similar en longitud al de Mollison. Malgrat que no va complir l'objectiu original de batre els dos rècords, Markham es va ser la primera dona a creuar l'Atlàntic sola d'est a oest, i la primera persona a volar d'Anglaterra a Amèrica del Nord sense escales. A partir d'aquest moment va ser considerada una pionera de l'aviació, tot i que ja no va tornar a pilotar cap avió mai més.
Markham es va casar el 1942 amb Raoul Schumacher, un periodista i escriptor americà, i aquell mateix any va explicar les seves aventures en el seu llibre de memòries West with the Night que, tot i les fortes crítiques de la premsa, es va vendre bastant bé. Beryl, després d'haver viscut a Nou Mèxic, Estats Units, i haver col·laborat durant molts anys amb Raoul en diverses revistes, se'n va separar i va tornar a Kenya l'any 1952; esdevingué per un temps l'entrenadora i criadora de cavalls amb més èxit del país.
Markham va morir a Nairobi el 1986 després d'una intervenció quirúrgica en una fractura d'na cama. Les seves històries curtes van ser compilades de manera pòstuma en The Splendid Outcast, amb una introducció de Mary S. Lovell.
La Unió Astronòmica Internacional li ha posat el nom de Markham a l'impacte d'un cràter al planeta Venus.